# Craspedosis aflava
Craspedosis aflava là một loài bướm đêm trong họ Geometridae.